# Johansens sidste ugudelige dage
Johansens sidste ugudelige dage er en dansk komedieserie i tre afsnit, der blev produceret af Græsted Film for DR og sendt første gang i marts 1989. Serien er skrevet af Sten Kaalø og instrueret af Wikke & Rasmussen. 

## Handling
Johansen er en midaldrende, ugift mand, der bor på pensionat hos fru Jørgensen og arbejder i den lokale tømmerhandel; desuden er han frivillig brandmand i den lille by. En dag ser han en køn kvinde, som han øjeblikkelig bliver forelsket i. Det forstærkes, da hun kommer for at købe tapet og maling i tømmerhandlen, men midt i købet bliver Johansen kaldt ud til brand. Derpå prøver han at finde hende igen.

## Medvirkende
- Claus Nissen - Lars Johansen, ekspedient i tømmerhandel og frivillig brandmand
- Vigga Bro - Fru Jørgensen, Johansens pensionatværtinde
- Claus Bue - John D. Jørgensen, radiohandler og borgmester
- Hugo Øster Bendtsen - Johansens chef, både i tømmerhandlen og brandværnet
- Bent Warburg - Helge
- Hans Henrik Bærentsen - Discjockey på lokalradioen
- Peter Rygaard - Preben Police, lokal politimand
- Ann Hjort - Morete
- Rikke Wölck - Louise, som Johansen møder på kroen
- Charlotte Toft Jacobsen - Linette
- Nanna Møller - Nina
- Palle Huld - mand med ged
- Olaf Ussing - mand med rumskib
- Sonny Tronborg - ekspedient
- Michael Kvium - ekspedient
- Rasmus Haxen - Berthelsen
- Lotte Tarp - kunde, der køber handsker
- Lone Helmer - Kirsten
- Peter Olesen - tv-oplæser
- Bent A.V. Nielsen - præst
- Jytte Pilloni - sangerinde
- Anders Roland - musiker, keyboard
- Finn Olafsson - musiker, guitar
- Ib Tranø - musiker, steel-guitar
- Kamilla Prins - mavedanser